# Zenón Díaz
Zenón Díaz, né le 31 décembre 1880 à San Marcos, Córdoba, et mort le 2 septembre 1948 à Rosario, était un footballeur argentin qui évoluait au poste de défenseur.

## Biographie

### Rosario Central
Il est le premier grand joueur de son club. Il remporte quatre coupes nationales, et sept ligues locales. Son frère Juan, son fils Oscar et son neveu Octavio sont également footballeurs.
Il joue au moins 150 matchs et marque au minimum 8 buts, étant donné que les statistiques de cette époque sont incomplètes,.

### Sélection nationale
Il est le premier footballeur créole à porter le maillot de l'Argentine. Sa première participation a lieu à Nottigham Forest en 1905. L'année suivante commence sa participation à des matches officiels, qui dure jusqu'en 1916. 
Il remporte cinq titres avec l'équipe nationale, participant au championnat sud-américain de 1916,.

## Palmarès
Rosario Central
- Copa Competencia La Nación : 1913
- Copa Ibarguren : 1915
- Copa Competencia Jockey Club : 1916
- Copa de Honor : 1916
- Copa Nicasio Vila : 1908, 1914, 1915, 1916, 1917, 1919
- Federación Rosarina de Fútbol : 1913

 Sélection argentine
- Copa Lipton : 1906
- Copa Honor Argentino : 1913
- Copa Newton : 1916
- Copa Honor Uruguayo : 1916
- Copa Círculo de la Prensa : 1916